# فرانک سیفرت
فرانک سیفرت (انگلیسی: Frank Seifert؛ زادهٔ ۲ اکتبر ۱۹۷۲) بازیکن فوتبال اهل آلمان است.
از باشگاه‌هایی که در آن بازی کرده‌است می‌توان به باشگاه فوتبال لوکوموتیو لایپزیگ، باشگاه فوتبال قوت-وایس ارفورت، باشگاه فوتبال درسدنر، باشگاه فوتبال انرژی کوتبوس، باشگاه فوتبال اشتوتگارت، و باشگاه فوتبال کمنیتس اشاره کرد.
وی همچنین در تیم ملی فوتبال آلمان شرقی Youth بازی کرده‌است.